# Kajrat Nurdauletov
Kajrat Žumabekuly Nurdauletov (kazašsky Қайрат Жұмабекұлы Нұрдәулетов; rusky Кайрат Жумабекович Нурдаулетов; * 6. listopadu 1982, Alma-Ata, Kazašská SSR, SSSR) je kazašský fotbalový obránce a reprezentant, momentálně hráč klubu FC Astana.

## Reprezentační kariéra
V A-mužstvu reprezentace Kazachstánu debutoval 6. 6. 2003 v přátelském zápase v Poznani proti domácímu Polsku (prohra 0:3).